# San Carlos (Negros Ocidental)
San Carlos é um cidade de  segunda classe de renda da cidade (d) na província Negros Ocidental, nas Filipinas. De acordo com o censo de 1 de maio  de  2020 possui uma população de 132 650 pessoas e 33 623 domicílios.